# 双溪龙
双溪龙是馬來西亞雪蘭莪州乌鲁冷岳县的一个新兴城镇，临近蕉赖皇冠城，距离加影约12公里。拉曼大学双溪龙校区便坐落于此，居民多为华人。双溪龙高尔夫球俱乐部便位于此。镇内以“休闲”活动为主，住宅区围绕一个拥有18洞的高尔夫球场。而镇内也有一个20年历史夜市，将搬迁至拉曼大学附近。
原先为一片橡胶庄园，双溪龙镇在1989年被发展商开发为一座城镇。当时只有约500英亩大小的双溪龙镇，现已占地约690英亩。近这数年来，由于市场需求的不断变化而导致新建房地产项目逐日增加，是双溪龙镇增长的潜能迹象。

## 教育
本镇只有一间小学和中学，现今大部分华裔学生都就读于2016年创校的双溪龙华小。

### 学校
- 双溪龙华文小学（SJKC Bandar Sungai Long）
- 双溪龙国民中学（SMK Bandar Baru Sungai Long）

### 高等学府

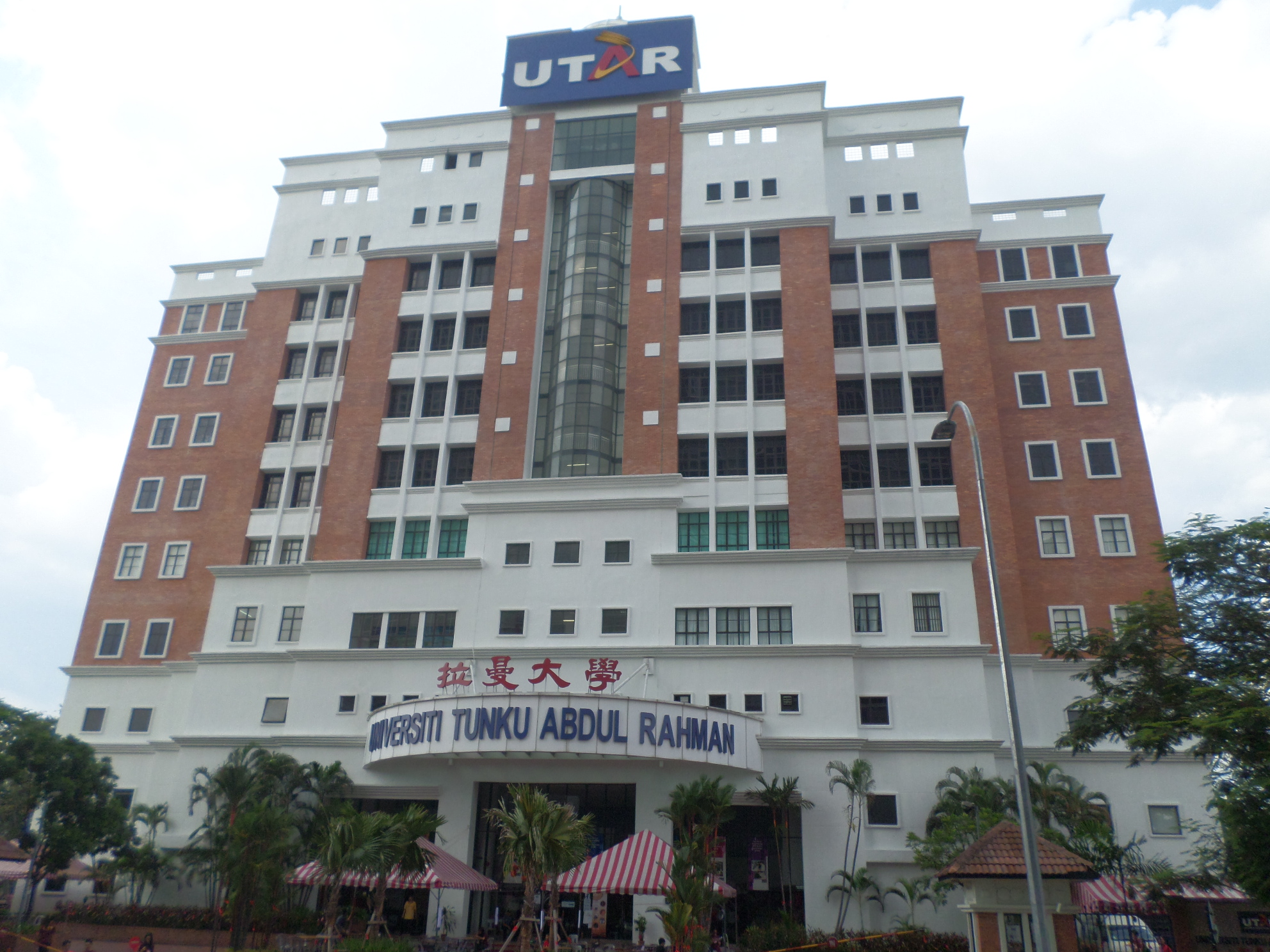
拉曼大学双溪龙校区

马来西亚著名大学——拉曼大学双溪龙校区（Universiti Tunku Abdul Rahmam Sungai Long Campus）就位于此，靠近加影外环公路。

## 交通
双溪龙可通过加影外环公路（SILK）抵达。